# André Baeyens
André Baeyens, född 29 september 1946, är en belgisk bågskytt. Han deltog vid olympiska sommarspelen 1972.